# 西峰镇
西峰镇，是中华人民共和国甘肃省酒泉市肃州区下辖的一个乡镇级行政单位。
2015年，甘肃省民政厅批复同意撤销西峰乡，设立西峰镇。

## 行政区划
西峰镇下辖以下地区：
塔尔寺村、西峰寺村、中深沟村、官北沟村、苜场沟村、张良沟村、蒲莱村、沙子坝村和侯家沟村。